# Caldine
Caldine è una frazione del comune italiano di Fiesole, nella città metropolitana di Firenze, in Toscana.

## Geografia fisica
Il centro abitato è situato all'estremo nord del territorio comunale nella valle del Mugnone. La valle del Mugnone è caratterizzata da particolari morfologie erosive entro gli alvei dei corsi d'acqua che originano piccoli bacini di raccolta chiamati "caldaie" (recipienti, serbatoi, in geologia detti anche marmitte). Queste "caldaie" erano un tempo particolarmente preziose per le attività produttive. Nella fascia medio alta di questa zona, a causa dell'abbondanza di sorgenti e fossi, i toponimi che richiamano l'acqua sono molto numerosi. Lungo il fosso (e via delle Caldine) che ha origine da via dei Bosconi, si susseguono diverse di queste caldaie scavate nel torrente.

## Storia
La località era già frequentata in epoca etrusco-romana, trovandosi lungo la via Faventina, costruita dai Romani fra il II e I secolo a.C. per collegare la Toscana e il Tirreno alla pianura Padana con un percorso assai simile all’attuale. Il tracciato da Fiesole - Firenze a Faenza misurava circa 112 chilometri e le distanze intermedie fra le varie località sono scrupolosamente riportate nell’Itinerarium Antonini (III secolo d.C.).
Alla fine del XIX secolo, in seguito alla costruzione della ferrovia Faentina, il toponimo Caldine, dalle "caldaie" della valle del Mugnone, viene riferito al paese che andava via via sviluppandosi.
La frazione è stata oggetto di una serie di interventi di edilizia cooperativa fra la fine degli anni settanta e i primi anni 2000 che ne hanno fortemente aumentato la popolazione.

## Monumenti e luoghi d'interesse
Nei pressi della frazione si trova l'antico convento di Santa Maria Maddalena che risale alla fine del XV secolo e che ospita un antico presepio in terracotta, opera di Andrea Della Robbia.
Nel territorio della frazione si trova inoltre l'oratorio di San Sebastiano risalente al XIV secolo.

## Infrastrutture e trasporti
A Caldine si trova la stazione di Fiesole-Caldine posta lungo la Ferrovia Faentina. Una seconda fermata ferroviaria è situata presso le Caldine Nuove, in località Mimmole.

## Sport
Ha sede nella frazione la società di calcio G.S. Caldine, militante in Seconda Categoria.